# Subirats
Subirats è un comune spagnolo di 2 576 abitanti situato nella comunità autonoma della Catalogna.